# 池袋西口公園

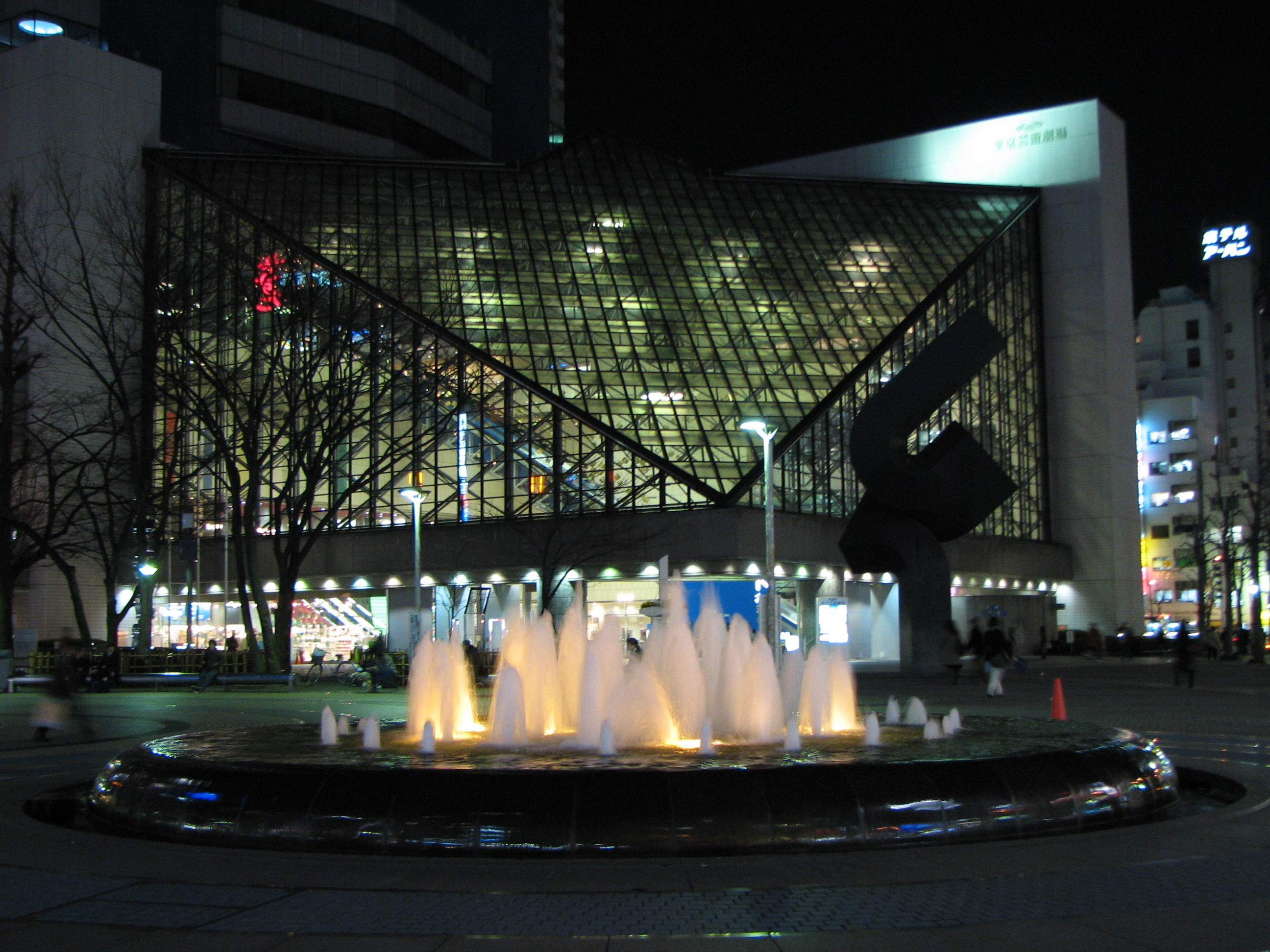
池袋西口公園

池袋西口公園（全名豐島區立池袋西口公園（日语：／ Toshimaku Ikebukuro Nishiguchi Kōen */?））；英文名稱：Ikebukuro Nishiguchi Park）是位於日本東京都豐島區池袋的一處公園。因為位在JR山手線池袋車站的西出口而得名。門牌號碼是：東京都豊島区西池袋1-8-26。
該公園於1970年開園，園區的用地原本是1908年豐島師範學校的用地，在第二次世界大戰後成為市場聚集地，在公園興建前拆遷了市場。
日本推理小說《池袋西口公園》即以此公園為背景所寫成。

## 外部連結
- 公園簡介 （页面存档备份，存于）（日文）
- 豐島區公所 （页面存档备份，存于）（日文）